# Euphyia densata
Euphyia densata là một loài bướm đêm trong họ Geometridae.